# Mordet på Samuel Paty
Mordet på Samuel Paty (fransk benämning: Attentat de Conflans-Sainte-Honorine) är ett mord på en fransk 47-årig historielärare, som ägde rum den 16 oktober 2020 i Conflans-Sainte-Honorine, en förort till Paris. Paty dödades och halshöggs av en islamistisk terrorist, Abdoullakh Anzorov, en 18-årig tjetjensk flykting som bott i Frankrike i tolv år.

## Händelseförlopp

### Förspel
Paty var lärare i geografi och historia som i början av oktober höll en årligen återkommande lektion i yttrandefrihet. Lektionen utgick från de islamistiska terrordåden som genomfördes mot Charlie Hebdos redaktion år 2015 som en reaktion på deras publiceringar av karikatyrteckningar på profeten Muhammed. Paty förvarnade eleverna om att han skulle visa avbildningar av Muhammed, och att den som inte ville ta del av detta kunde blunda eller lämna klassrummet.
Efter lektionen i oktober 2020 anklagades Paty av en elevförälder, Brahim Chnina, för att ha spridit pornografi till eleverna och tvingat hans 13-åriga dotter att se bilderna, och gjorde en polisanmälan. Han gjorde även inlägg på sociala medier där Paty hängdes ut med namn och arbetsplats. Medieangrepp på Paty gjordes även av den islamistiska aktivisten Abdelhakim Sefrioui(fr), som också följde med pappan på ett möte med skolan. Det förekom också uppgifter om att pappan hade kontakt med förövaren via Whatsapp innan dådet. . 
Redan kort efter mordet klarställdes det dock att flickan inte var närvarande dagen då teckningarna visades.

### Mordet
Förövaren kom till skolan och var inte bekant med offret. Han hade en bild i sin telefon och fick hjälp av några elever på skolan med att identifiera och peka ut offret. Förövaren mördade och halshögg Paty med kniv på öppen gata en bit utanför skolan. Han ska sedan ha publicerat en bild på den mördade Samuel Paty på sociala medier och på dålig ryska deklarerat att han hämnats profeten som förolämpats av läraren. Förövaren sköts ihjäl av polis kort efter mordet, och i dennes telefon fanns en video som dokumenterade halshuggningen av läraren samt ett erkännande av mordet.

### Klarlägganden
I november 2020 anklagades fyra tonåringar för delaktighet i mordet, däribland tre för att ha hjälpt mördaren med identifieringen av Paty, och den fjärde, dottern till Chnina, för falsk tillvitelse genom sin version av vad som skedde under lektionen i yttrandefrihet, trots att hon inte var närvarande. Långt senare, i mars 2021, medgav Chnina's dotter benämnd "Z", att hon blivit avstängd från skolan dagen före Patys lektion på grund av upprepad frånvaro, och att hon därmed inte var närvarande i klassrummet när Paty visade de kontroversiella bilderna. Hon medgav att hon konstruerat historien om hur hon tvingats se bilderna för att tillmötesgå sin pappa. Enligt de juridiska ombuden för Patys familj var Chnina medveten om att hans dotter blivit avvisad från skolan före den kontroversiella lektionen.

## Efterspel

### Omedelbara reaktioner
Frankrikes president Emmanuel Macron framhöll dagarna efter mordet att händelsen var "en typisk islamistisk terrorattack", och att läraren mördades på grund av att han undervisade om yttrandefrihet. Abdallah Zekri, president för "the Observatory for the fight against Islamophobia" betecknade gärningsmännen som "mördare som använder religiösa slogans", och uttalade sitt försvar för yttrandefriheten. Demonstrationer hölls i Paris och runt om i Frankrike till försvar för yttrandefriheten och för att protestera mot det brutala mordet. Demonstranterna framhöll att man måste ha rätt att kritisera och driva med religioner.
Den 21 oktober, fem dagar efter mordet lät regeringen stänga Mosquée de Pantin i Paris, som den 9 oktober 2020 hade delat en video med kritik mot Paty på sin Facebooksida. Dessutom stängdes en kulturförening och inrikesminister Gérald Darmanin uttalade även avsikten att upplösa två andra muslimska organisationer: CCIF och Barakacity. Moskén öppnades igen 9 april 2021 efter att ledningen bytts ut.
Två av de gripna misstänks ha riktat dödshot mot läraren med meddelanden som inrikesminister Gérald Darmanin i ett utspel liknat vid fatwor (religiösa påbud som kan utfärdas av skriftlärda, mufti, inom islam.

### Rättsprocess
Tre dagar efter mordet hade elva personer gripits som misstänkta för inblandning i attacken, varav fyra familjemedlemmar till den döde mördaren.
Den 21 oktober begärdes sju personer häktade för inblandning, bland dem två elever, 14 och 15 år gamla, som mot betalning ska ha bistått med att peka ut läraren. Bland de övriga finns tre vänner till mördaren, en känd islamistisk aktivist och en förälder till en av Patys elever.

### Internationella reaktioner
Macron uttalade kort efter mordet att "Islamister vill åt vår framtid", något som föranledde Turkiets president Recep Tayyip Erdoğan att i ett tv-sänt tal rekommendera Macron att "ta ett psyktest". Detta besvarades med att Frankrike den 24 oktober lät kalla hem sin ambassadör från Turkiet för konsultationer. Detta har i sin tur lett till uppmaningar i Mellanöstern om bojkott mot franska varor.